# Epoca elisabetană

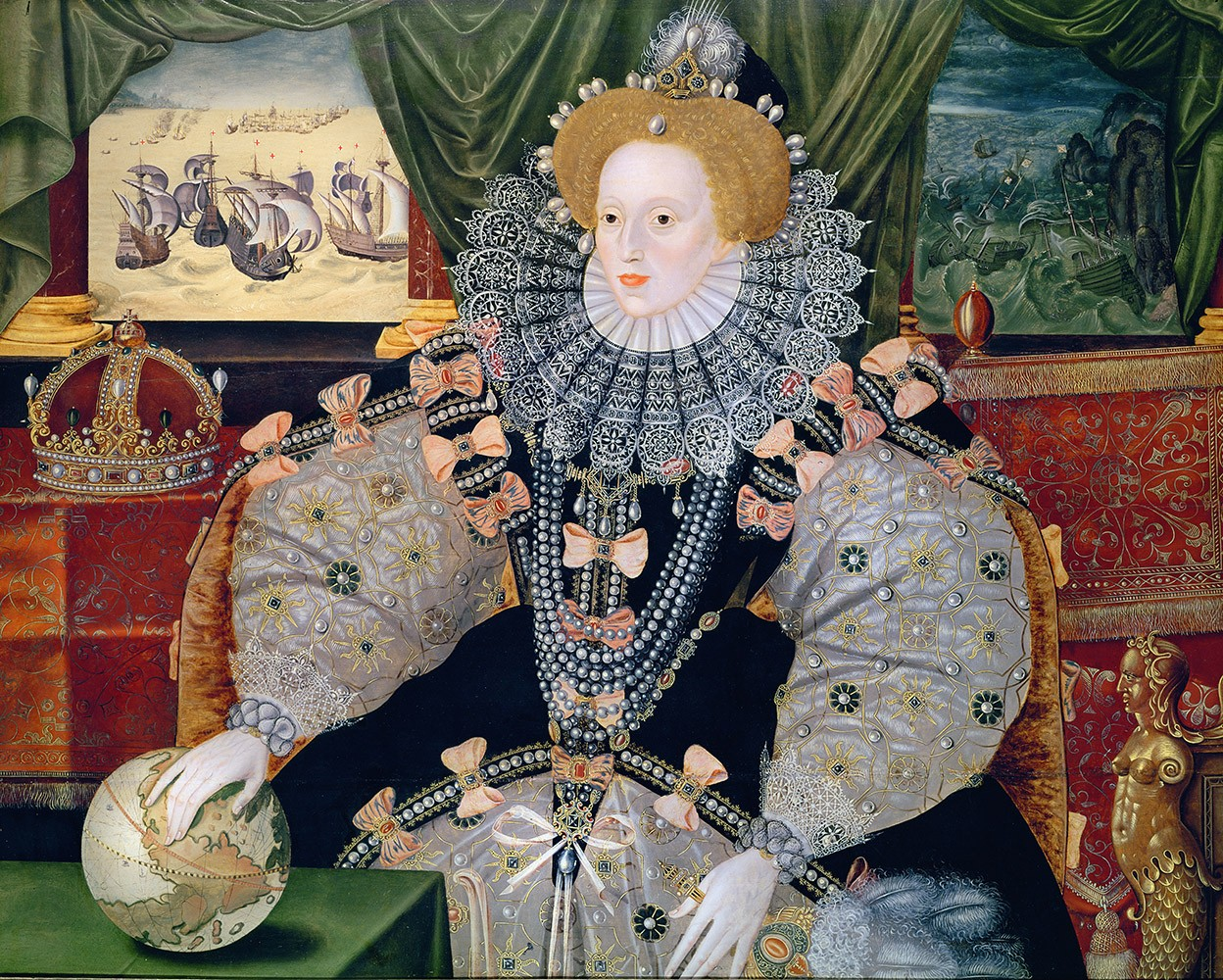
Elisabeta I (1558-1603)

Epoca elisabetană a fost o perioadă asociată cu domnia reginei Elisabeta I (1558-1603) și este adesea considerat a fi epoca de aur din istoria engleză. A fost maximul Renașterii engleze și a dus la înflorirea poeziei, muzicii și literaturii de limba engleză. Aceasta a fost, de asemenea, timpul în care teatrul elisabetan a înflorit și William Shakespeare și mulți alții au compus piese de teatru care au fost interpretate în teatru sau în stilul liber englez. A fost o epocă de explorare și de expansiune în străinătate, în timp ce acasă, reforma protestantă a devenit mai acceptabilă pentru oameni, cel mai sigur după ce armada spaniolă a fost respinsă. Acesta a fost, de asemenea, sfârșitul perioadei în care Anglia a fost un regat separat înainte de unirea sa regală cu Scoția.